# 藤沢周平
藤沢 周平（ふじさわ しゅうへい、1927年（昭和2年）12月26日 - 1997年（平成9年）1月26日）は、日本の小説家。山形県鶴岡市出身。本名：小菅 留治（こすげ とめじ）。
江戸時代を舞台に、庶民や下級武士の哀歓を描いた時代小説作品を多く残した。とくに、架空の藩「海坂藩（うなさかはん）」を舞台にした作品群が有名である。

## 来歴・人物

### 生い立ち
山形県東田川郡黄金村大字高坂字楯ノ下（現在の鶴岡市高坂）に生まれる。父小菅繁蔵と母たきゑの第四子（兄弟は順に繁美、このゑ、久治、留治、てつ子、繁治）。実家は農家で、藤沢自身も幼少期から家の手伝いを通して農作業に関わり、この経験から後年農村を舞台にした小説や農業をめぐる随筆を多く発表することになる。郷里庄内と並んで農は、作家藤沢周平を考えるうえで欠くことのできない要素である。
1934年（昭和9年）、青龍寺尋常高等小学校入学（在学中に黄金村国民学校に改称。現在は鶴岡市立黄金小学校）。小学校時代からあらゆる小説、雑誌の類を濫読し、登下校の最中にも書物を手放さなかった。また、6年生の頃には時代物の小説を書いた。1938年(昭和13年)、11歳の時ひどい吃音に悩まされる。1942年(昭和17年)、15歳の時、黄金村国民学校高等科を卒業し、山形県立鶴岡中学校（現：鶴岡南高校）夜間部入学。昼間は印刷会社や村役場書記補として働いた。
1945年（昭和20年）、18歳、「8月15日の終戦のラジオ放送を、わたしは役場の控え室で聞いた。……喜びもかなしみもなく、私はだだっぴろい空虚感に包まれていた。しばらくして、これからどうなるのだろうと思ったが、それに答えるひとは誰もいないこともわかっていた。」（第七巻月報）
1946年（昭和21年）に中学校を卒業後、山形師範学校（現：山形大学）に進む。一級上に無着成恭がいた。入学後はもっぱら文芸に親しみ、校内の同人雑誌『砕氷船』に参加した（このときの同人は蒲生芳郎、小松康裕、土田茂範、那須五郎、丹波秀和、松阪俊雄、小菅留治の7人、最初は自筆原稿の回覧、ポーの評伝を発表）。この時期の思いでは自伝『半生の記』に詳しく記されており、また小説作品にしばしば登場する剣術道場同門の友情などにも形を変えて描かれている。小菅は、二年生の夏と三年生の冬の二回肺炎になりかけた。二回目の時には意識不明の状態に陥っている。

### 教員時代
1949年（昭和24年）、山形師範学校を卒業後、山形県西田川郡湯田川村立湯田川中学校（鶴岡市湯田川、現在は鶴岡市立鶴岡第四中学校へ統合）へ赴任し、国語と社会を担当。1951年（昭和26年）、『砕氷船』の後継誌である『プレリュウド』に参加した。優秀な教師として将来を嘱望され、教え子たちからも「体格がよく、スポーツマンで、色白で二枚目の素敵な先生」と慕われた。当時、この地方では師範学校卒の教師はエリートであり、順調な人生を歩み始めた。しかし、この年3月の集団検診で当時不治の病とされた肺結核が発見され、休職を余儀なくされる。
1952年（昭和27年）2月、東京都北多摩郡東村山町（現：東村山市）の篠田病院に入院し、保生園病院において右肺上葉切除の大手術を受けた。予後は順調で、篠田病院内の句会に参加し、静岡県の俳誌『海坂』（百合山羽公、相生垣瓜人主宰）に投稿をおこなうようになる。北邨という俳号を用いた。５年間の闘病生活をおくり、またこの時期に大いに読書に励み、ことに海外小説に親しみ、作家生活の素地を完成させた。

### 記者時代
1957年（昭和32年）、退院準備に入るものの思わしい就職先が見つからず、郷里で教員生活を送ることを断念。歴史研究家の大井篤の妹・晴の勧めにより練馬区貫井町に下宿して業界新聞に勤めはじめるも、倒産などが相次ぎ数紙を転々とする。1959年（昭和34年）、三浦悦子と結婚。8歳年下の同郷者であった。1960年（昭和35年）に株式会社日本食品経済社に入社、『日本食品加工新聞』の記者となる。以後作家生活に専念するまで同社に勤務、記者としての仕事は、本人の性にあっており、精力的に取材執筆を行う。のちに同紙編集長に昇進し、ハム・ソーセージ業界について健筆を振るい、業界の健全化に尽力した。コラム「甘味辛味」をほとんど一人で執筆。取材先の一つで日本ハム創業者で当時社長の大社義規とは信頼関係を結んだ。その一方で文学への情熱やみがたく、勤務の傍（）らこつこつと小説を書きつづけていた。当時はもっぱら純文学を志していたらしい（1963年（昭和38年）には、読売新聞短編小説賞に『赤い夕日』が選外佳作となった）。
1963年（昭和38年）、長女・展子（遠藤展子、藤沢没後はエッセイスト）が生まれ、清瀬市上清戸で間借り生活を始めるも、同年10月に妻・悦子が急性の癌により急死（28歳）。このことに強い衝撃を受け、同市内で引っ越しをしつつ、やり場のない虚無感をなだめるために時代小説の筆を執るようになる。主に大衆的な「倶楽部雑誌」に短編を発表（『藤沢周平 未刊行初期短編』に収録）。藤沢作品の初期に特徴的な、救いのない暗い雰囲気とヒロインの悲劇には、妻の死がつよく影響を与えていると思われる。翌年以降、毎年のようにオール讀物新人賞に投稿を始める。1965年（昭和40年）から藤沢周平のペンネームを使いはじめた。「藤沢」は悦子の実家のある地名（鶴岡市藤沢）から、「周」の字は悦子の親族の名から採られている。

### 作家デビュー
妻の没後は、郷里から呼び寄せた母、長女との三人暮らしとなり、目の悪い母を看病しつつ育児を行い、編集長の激務の傍ら5年独身で過ごす。再婚話は中々まとまらなかった。1969年（昭和44年）、高澤和子と再婚。長女とあわせて三人家族となり、疲労困憊していた家事から解放され、週末は小説執筆に専念できるようになった。1970年（昭和45年）に東久留米市に引っ越しをし、1971年（昭和46年）、ついに 『溟い海』が第38回オール讀物新人賞を受賞。直木賞候補となり、1972年（昭和47年）『暗殺の年輪』で第69回直木賞。記者仲間や大社らに祝われ、編集長の傍ら新進の時代小説作家として認められるようになる。この年最初の作品集『暗殺の年輪』を文藝春秋より刊行し、翌1974年（昭和49年）には日本食品経済社を退社して、本格的な作家生活に入る。
この頃の自分の心境を、藤沢はこう述べている。

「三十代のおしまいごろから四十代のはじめにかけて、私はかなりしつこい鬱屈をかかえて暮らしていた。鬱屈といっても仕事や世の中に対する不満といったものではなく、まったく私的なものだったが、私はそれを通して世の中に絶望し、またそういう自分自身にも愛想をつかしていた。（中略）（そういう鬱屈の解消方法が）私の場合は小説を書く作業につながった。「溟い海」は、そんなぐあいで出来上がった小説である。」
—（「溟い海」の背景）

「私自身当時の小説を読み返すと、少少苦痛を感じるほどに暗い仕上がりのものが多い。男女の愛は別離で終わるし、武士が死んで物語が終わるというふうだった。ハッピーエンドが書けなかった。」
—（転機の作物）
初期には自ら述べるように暗く重い作風であり、地味な作家であったが、1976年（昭和51年）刊行の『竹光始末』、同年連載の『用心棒日月抄』のあたりから作風が変り、綿密な描写と美しい抒情性のうえにユーモアの彩りが濃厚となってきた。藤沢は、これについて「『用心棒日月抄』あたりからユーモアの要素が入り込んできた。北国風のユーモアが目覚めたということだったかも知れない」（転機の作物、要約）と述べている。

### 円熟の作家として
1980年代前半、町人もので数多くの秀品をものする（『時雨みち』『霜の朝』『龍を見た男』などの短篇集に所収）一方で、大衆小説の本道ともいうべき娯楽色の強いシリーズもの（短篇連作）を次々と生みだす。刊行年によって挙げると、1980年（昭和55年）に町人ものの『橋ものがたり』、捕物帳の『霧の果て－神谷玄次郎捕物控』、獄医立花登ものの第一作となる『春秋の檻－獄医立花登手控え』、『用心棒日月抄』の第二部『孤剣』、翌1981年（昭和56年）にはユーモア色を生かした『隠し剣孤影抄』『隠し剣秋風抄』と立花登ものの第二作『風雪の檻』、1982年（昭和57年）には同じく『愛憎の檻』、1983年（昭和58年）には『用心棒日月抄』の系統を生かした『よろずや平四郎活人剣』、立花登第三作『人間の檻』、『用心棒日月抄』の第三作『刺客』などがある。
1984年（昭和59年）以降になると、こうしたシリーズもののほかに綿密な構成による長篇が登場し、物語性のつよい傑作が相次いで発表・刊行されるようになる。すでに1980年（昭和55年）に唯一の伝奇小説『闇の傀儡師』、1982年（昭和57年）に江戸のハードボイルドを狙ったといわれる彫師伊之助ものの第二作『漆黒の霧の中で－彫師伊之助捕物覚え』が上梓されているが、1984年（昭和59年）には江戸を舞台にした恋愛小説『海鳴り』、1985年（昭和60年）には武家青春小説とお家騒動ものの系譜の集大成ともいえる『風の果て』と伊之助もの第三作『ささやく河』、1988年（昭和63年）には代表作との誉れが高い『蟬しぐれ』が刊行され、いずれも高い人気を得た。
1992年（平成4年）6月に『藤沢周平全集』を刊行開始した（全23巻、文藝春秋、1994年（平成6年）4月完結）。

### 晩年と没後
1995年（平成7年）頃より、若いころの結核手術の際の輸血に際し罹患した肝炎により、1996年（平成8年）には入退院を繰り返し、直木賞選考委員を辞退する。同年7月に帰宅した際、『文藝春秋』への連載が4月号より中断していた「漆の実のみのる国」結末部の6枚を執筆した。
1997年（平成9年）1月26日、肝不全のため国立国際医療センターで死去、（69歳没）。戒名は藤澤院周徳留信居士、墓所は都営八王子霊園。
没後、山形県県民栄誉賞と鶴岡市特別顕彰（鶴岡市名誉市民顕彰と同等）が没後授与された。鶴岡藤沢周平文学愛好会が、毎年「寒梅忌」を開催していた（祥月命日の前後に第20回まで）
2010年（平成22年）4月29日、出身地の鶴岡市に「鶴岡市立藤沢周平記念館」が開館した。

## 受賞歴と選考委員歴

### 受賞歴
- 1971年（昭和46年） - 「溟い海」で、第38回オール讀物新人賞受賞。
- 1973年（昭和48年） - 「暗殺の年輪」で、第69回直木三十五賞受賞。
- 1986年（昭和61年） - 「白き瓶」で、第20回吉川英治文学賞受賞。
- 1989年（平成元年） - 「市塵」で、第40回芸術選奨文部大臣賞受賞。
- 1989年（平成元年） - 作家生活全体の功績に対して、第37回菊池寛賞受賞。
- 1994年（平成6年） - 朝日賞受賞[20]。第10回東京都文化賞受賞。
- 1995年（平成7年） - 紫綬褒章受章。
- 1997年（平成9年） - 鶴岡市特別顕彰、山形県県民栄誉賞受賞。
- 2022年（令和4年） - 「小説の周辺」で第8回魯迅文学賞（中国）受賞[21]。

### 選考委員
- 1976年（昭和51年）からはオール讀物新人賞選考委員。
- 1985年（昭和60年）から1996年（平成8年）まで直木賞選考委員。
- 1988年（昭和63年）から1991年（平成3年）まで 山本周五郎賞選考委員。

## エピソード
- 織田信長の先進性を認めながらも、小説の下調べのため史料を調べている時に残虐な振る舞いの多さに気づき、以降信長を嫌うようになった、とエッセイ『信長ぎらい』で述べている。別のエッセイによれば、この小説は明智光秀を描いた小説『逆軍の旗』のことであったという。また、この信長観については「全集」解説を担当している向井敏が、司馬遼太郎との差異として取り上げている。

- 趣味は囲碁。日本棋院から初段を認められる腕前であり、職場（新聞社）の昼休みに打つ他、作家専業になってからも近所の碁会所に通ったり、作家仲間と打つなどしていた。碁に負けると林海峰の『定石の急所』を帰宅後ひそかに読んでいたという。本人は「直木賞をとってもアマ四段の職場の同僚に負けており、なかなか腕が上がらない」と述べている。また、しばしばエッセイで囲碁について触れている。

- 郷里である山形県鶴岡市に憧憬があり、作品に反映されている。とくに庄内交通湯野浜線電車（1975年（昭和50年）廃止）が馴染みがあったこともあり、書斎には同線が廃止になった際に作られたレールの文鎮があり、愛用していた[22]。また、1975年（昭和50年）に発刊された『消えゆく山形の私鉄電車』（久保田久雄、東北出版企画）にも、湯野浜線電車廃止についてコメントを寄せている。

- 自伝随想集である『周平独言』内では、「ある政党」を応援していると記してあるが、同項で文学と政治では分野が異なると述べ、選挙応援などの政治活動は自分には似合わないことのような気がするとも記している。

## 著書

### シリーズ作品
- 用心棒日月抄シリーズ
  - 用心棒日月抄（新潮社 1978年 のち文庫）
  - 孤剣 用心棒日月抄（新潮社 1980年 のち文庫）
  - 刺客 用心棒日月抄（新潮社 1983年 のち文庫）
  - 凶刃 用心捧日月抄（新潮社 1991年 のち文庫）
- 彫師伊之助捕物覚えシリーズ
  - 消えた女（立風書房 1979年 のち新潮文庫）
  - 漆黒の霧の中で（新潮社 1982年 のち文庫）
  - ささやく河（新潮社 1985年 のち文庫）
- 獄医立花登手控えシリーズ
  - 春秋の檻 獄医立花登手控え1（講談社 1980年 のち文庫、文春文庫）
  - 風雪の檻 獄医立花登手控え2（講談社 1981年 のち文庫、文春文庫）
  - 愛憎の檻 獄医立花登手控え3（講談社 1982年 のち文庫、文春文庫）
  - 人間の檻 獄医立花登手控え4（講談社 1983年 のち文庫、文春文庫）
- 隠し剣シリーズ
  - 隠し剣孤影抄（文藝春秋 1981年 のち文庫）
  - 隠し剣秋風抄（文藝春秋 1981年 のち文庫）

### 作品
- 暗殺の年輪（文藝春秋 1973年 のち文庫）- 短編集
- 又蔵の火（文藝春秋 1974年 のち文庫）- 短編集
- 闇の梯子（文藝春秋 1974年 のち文庫、講談社文庫）- 短編集
- 檻車墨河を渡る（文藝春秋 1975年）
  - 改題「雲奔る 小説・雲井龍雄」（文春文庫、のち中公文庫）
- 竹光始末（立風書房 1976年 のち新潮文庫）- 短編集
- 時雨のあと（立風書房 1976年 のち新潮文庫）- 短編集
- 義民が駆ける（中央公論社 1976年 のち文庫、講談社文庫、新潮文庫）
- 冤罪（青樹社 1976年 のち新潮文庫）- 短編集
- 暁のひかり（光風社書店 1976年 のち文春文庫）- 短編集
- 逆軍の旗（青樹社 1976年 のち文春文庫）- 短編集
- 喜多川歌麿女絵草紙（青樹社 1977年 のち文春文庫、講談社文庫）- 連作短編集
- 闇の穴（立風書房 1977年 のち新潮文庫）- 短編集
- 闇の歯車（講談社 1977年 のち文庫、中公文庫、文春文庫）
- 長門守の陰謀（立風書房 1978年 のち文春文庫、講談社文庫）- 短編集
- 春秋山伏記（家の光協会 1978年 のち新潮文庫、角川文庫）
- 一茶（文藝春秋 1978年 のち文庫）
- 神隠し（青樹社 1979年 のち新潮文庫）- 短編集
- 雪明かり（講談社文庫 1979年）- 短編集
- 回天の門（文藝春秋 1979年 のち文庫）
- 驟り雨（青樹社 1980年 のち新潮文庫）- 短編集
- 橋ものがたり（実業之日本社 1980年 のち新潮文庫）- 連作短編集
- 出合茶屋 神谷玄次郎捕物控（双葉社 1980年）
  - 改題「霧の果て」（文春文庫 1985年）
- 闇の傀儡師（文藝春秋 1980年 のち文庫）
- 夜の橋（中央公論社 1981年 のち文庫、文春文庫）- 短編集

- 時雨みち（青樹社 1981年 のち新潮文庫）- 短編集
- 霜の朝（青樹社 1981年 のち新潮文庫）- 短編集
- 密謀（毎日新聞社 1982年 のち新潮文庫）
- よろずや平四郎活人剣（文藝春秋 1983年 のち文庫）
- 龍を見た男（青樹社 1983年 のち新潮文庫）- 短編集
- 海鳴り（文藝春秋 1984年 のち文庫）
- 白き瓶－小説・長塚節（文藝春秋 1985年 のち文庫）
- 花のあと（青樹社 1985年 のち文春文庫）- 短編集
- 風の果て（朝日新聞社 1985年 のち文春文庫）
- 決闘の辻 藤沢版新剣客伝（講談社 1985年 のち文庫、新潮文庫）- 短編集
- 潮田伝五郎置文（東京文芸社 1985年、光風社出版 1991年）- 短編集
- 本所しぐれ町物語（新潮社 1987年 のち文庫）- 連作短編集
- 蟬しぐれ（文藝春秋 1988年 のち文庫）
- たそがれ清兵衛（新潮社 1988年 のち文庫）- 連作短編集
- 市塵 （講談社（日本歴史文学館）1988年 新版1989年 のち文庫、新潮文庫）
- 麦屋町昼下がり（文藝春秋 1989年 のち文庫）- 短編集
- 三屋清左衛門残日録（文藝春秋 1989年 のち文庫）
- 玄鳥（文藝春秋 1991年 のち文庫）- 短編集
- 天保悪党伝（角川書店 1992年 のち文庫、新潮文庫）
- 秘太刀馬の骨（文藝春秋 1992年 のち文庫）
- 夜消える（文春文庫 1994年、文藝春秋 1995年）- 短編集
- 日暮れ竹河岸（文藝春秋 1996年 のち文庫）- 連作短編集[23]
- 漆の実のみのる国（文藝春秋 1997年 のち文庫）
- 早春 その他（文藝春秋 1998年 のち文庫）- 短編集
- 静かな木（新潮社 1998年 のち文庫）- 短編集
- 未刊行初期短篇（文藝春秋 2006年 のち文庫）[24]

- 江戸おんな絵姿十二景（文藝春秋 2016年）[25]

#### 随想集
- 周平独言（中央公論社 1981年 のち文庫、文春文庫）- 初のエッセイ集
- 小説の周辺（潮出版社 1986年 のち文春文庫）
- 半生の記（文藝春秋 1994年 のち文庫）- 自叙伝
- ふるさとへ廻る六部は（新潮文庫 1995年、新潮社 1998年）
- 帰省 未刊行エッセイ集（文藝春秋 2008年 のち文庫）
- 乳のごとき故郷（文藝春秋 2010年）- 新編48篇
- 甘味辛味 業界紙時代の藤沢周平（文春文庫 2012年）- 記者時代の精選コラム70篇

### 作品集 その他
- 藤沢周平短篇傑作選 全4巻（文藝春秋 1981年）
- 藤沢周平全集 文藝春秋 - ※ 第1 〜 23巻 1992年 - 1994年、第24・25巻・別巻 2002年、第26巻 2012年
- 藤沢周平珠玉選 全9巻（青樹社 1993年 - 1994年）
- 藤沢周平句集（文藝春秋 1999年 のち文庫）
- 海坂藩大全（上・下）（文藝春秋 2007年）

## 著作の他メディア展開

### 映画
- たそがれ清兵衛（2002年　配給：松竹　監督：山田洋次　出演：真田広之、宮沢りえ）
- 隠し剣 鬼の爪（2004年　配給：松竹　監督：山田洋次　出演：永瀬正敏、松たか子）
- 蟬しぐれ（2005年　配給：東宝　監督：黒土三男　出演：市川染五郎、木村佳乃）
- 武士の一分（2006年　配給：松竹　監督：山田洋次　主演：木村拓哉、檀れい）
- 山桜（2008年　配給：東京テアトル　監督：篠原哲雄　主演：田中麗奈、東山紀之）
- 花のあと（2010年　配給：東映　監督：中西健二　主演：北川景子）
- 必死剣 鳥刺し（2010年　配給：東映　監督：平山秀幸　主演：豊川悦司）
- 小川の辺（2011年　配給：東映　監督：篠原哲雄、主演：東山紀之、菊地凛子）
- 一茶（2017年製作、公開未定[26] 監督：吉村芳之、主演：リリー・フランキー）[27]

### テレビドラマ
- 愛ってなんですか（第7回）お父ちゃん（原作：父と呼べ　1979年　フジテレビ系　出演：緒形拳、真屋順子）
- 小ぬか雨（1980年　TBS系　出演：吉永小百合、三浦友和）
- 悪党狩り（原作：出合茶屋　1980年　テレビ東京系　出演：尾上菊五郎、鶴田浩二）
- 愛の旅路（1981年　よみうりテレビ　出演：大原麗子、夏八木勲）
- 思い違い（1981年　TBS系　出演：竹脇無我）
- 江戸の用心棒（原作：用心棒日月抄　1981年　フジテレビ系　出演：古谷一行、夏八木勲）
- 宿命剣鬼走り（原作：隠し剣孤影抄　1981年　フジテレビ系　出演：萬屋錦之介）
- 立花登 青春手控え（原作：獄医立花登手控え　1982年　NHK　出演：中井貴一、篠田三郎）
- 闇の傀儡師（1982年　フジテレビ系　出演：北大路欣也、佳那晃子）
- 彫師伊之助捕物覚え 消えた女（1982年 フジテレビ系　出演：中村梅之助、野川由美子）
- 闇の中に薫る（原作：盲目剣谺返し　1983年　フジテレビ系　出演：加藤剛、山本陽子）
- 闇の歯車（1984年　フジテレビ系　出演：仲代達矢）
- 赤い夕日（1985年　TBS系　出演：池内淳子、田村高廣）
- ちきしょう（1986年　TBS系　出演：大原麗子、三浦友和）
- へそ曲がり新左（原作：臍曲がり新左　1987年　テレビ朝日系　出演：菅原文太、荻野目慶子）
- おんなの密書（原作：一顆の瓜　1987年　テレビ朝日系　出演：古谷一行、范文雀）
- しぶとい連中（1987年　テレビ朝日系　出演：菅原文太）
- 夢ぞ見し わが恋する人は亭主の上役!?（1987年　テレビ朝日系　出演：岩下志麻、三田村邦彦）
- 用心棒日月抄（1989年 日本テレビ系 水曜グランドロマン　出演：杉良太郎、竜雷太）
- 神谷玄次郎捕物控（原作：霧の果て－神谷玄次郎捕物控－ 1990年　フジテレビ系　出演：古谷一行、藤真利子）
- 残月の決闘（原作：孤立剣残月 1991年　フジテレビ系　出演：加藤剛）
- 腕におぼえあり（原作：用心棒日月抄　1992年・1993年　NHK　出演：村上弘明、渡辺徹）[28]
- 清左衛門残日録（原作：三屋清左衛門残日録　1993年 金曜時代劇、1995年　　NHK正月時代劇　出演：仲代達矢、南果歩、かたせ梨乃、財津一郎）
- 命捧げ候 夢追い坂の決闘 （原作：穴熊、帰郷　1996年　NHK正月時代劇　出演：緒形拳、南野陽子、浅野忠信）
- 風光る剣 -八嶽党秘聞-（原作：闇の傀儡師　1997年　NHK正月時代劇　出演：中井貴一、高岡早紀）
- 藤沢周平の用心棒日月抄（原作：用心棒日月抄　1997年　テレビ朝日系　出演：小林稔侍、寺尾聰）
- 新・腕におぼえあり（原作：よろずや平四郎活人剣　1998年　NHK　出演：高嶋政伸、村田雄浩）
- 藤沢周平の人情しぐれ町（原作：本所しぐれ町物語　2000年　NHK　語り：小林桂樹、出演：萩原健一、石田ひかり）
- 怪談百物語 第9回 ゴースト（原作：遠ざかる声　2002年　フジテレビ系　出演：仲村トオル、松下由樹）
- 蝉しぐれ（2002年　NHK　出演：内野聖陽、水野真紀）
- 秘太刀 馬の骨（2005年　NHK　出演：内野聖陽、段田安則）
- よろずや平四郎活人剣（2007年　テレビ東京　出演：中村俊介）
- 風の果て（2007年　NHK　出演：佐藤浩市）
- 花の誇り（2008年　NHK　出演：瀬戸朝香、酒井美紀）
- 神谷玄次郎捕物控（2014年・2015年　NHK BSプレミアム　出演：高橋光臣、中越典子）
- 立花登青春手控え / 立花登青春手控え2（2016年・2017年　NHK BSプレミアム　出演：溝端淳平、平祐奈）

- 時代劇専門チャンネル作品
  - 藤沢周平 新ドラマシリーズ
    - 果し合い（2015年　時代劇専門チャンネル・BSスカパー!　出演：仲代達矢）
    - 遅いしあわせ（2015年　時代劇専門チャンネル　出演：檀れい、加藤雅也、柄本佑）
    - 冬の日（2015年　時代劇専門チャンネル　出演：中村梅雀、高岡早紀）

  - 三屋清左衛門残日録 （出演：北大路欣也、伊東四朗）
    - 三屋清左衛門残日録 登場篇（2016年　BSフジ・時代劇専門チャンネル）
    - 三屋清左衛門残日録 完結篇（2017年　BSフジ・時代劇専門チャンネル）
    - 三屋清左衛門残日録 三十年ぶりの再会（2018年 時代劇専門チャンネル・BSフジ）
    - 三屋清左衛門残日録 新たなしあわせ（2020年 時代劇専門チャンネル・BSフジ）
    - 三屋清左衛門残日録 陽の当たる道（2021年 時代劇専門チャンネル・BSフジ）
    - 三屋清左衛門残日録 あの日の声（2023年 時代劇専門チャンネル・BSフジ）
    - 三屋清左衛門残日録 ふたたび咲く花（2024年 時代劇専門チャンネル・BSフジ）
    - 三屋清左衛門残日録 春待つ心（2025年 時代劇専門チャンネル・BSフジ）

  - 藤沢周平 新ドラマシリーズ 第二弾「橋ものがたり」（2017年　時代劇専門チャンネル・BSスカパー!）
    - 小さな橋で（出演：松雪泰子、江口洋介）
    - 吹く風は秋（出演：橋爪功、臼田あさ美）
    - 小ぬか雨（出演：北乃きい、永山絢斗）

  - 闇の歯車（2019年　時代劇専門チャンネル　出演：瑛太、橋爪功）
  - 帰郷（2020年　時代劇専門チャンネル　出演：仲代達矢）
  - 殺すな（2022年　時代劇専門チャンネル　出演：中村梅雀）
  - 橋ものがたり「約束」（2024年　時代劇専門チャンネル　出演：片岡千之助）

### 舞台
- 若き日の唄は忘れじ－「蝉しぐれ」より（1994年、宝塚歌劇団）
- 腕におぼえあり （2000年、明治座 出演：村上弘明）
- きょうの雨あしたの風　（2002年、劇団俳優座　脚本：吉永仁郎）
　［驟り雨］より「うしろ姿」、［時雨みち］より「おばさん」、［竹光始末］より「冬の終わりに」
　3作品を一つの劇にした。（劇団俳優座で、2002年秋に東京での初演以降も全国各地で上演している）
- 春秋山伏記（2003年 - 2004年　わらび座）
- 三屋清左衛門残日録〜夕映えの人〜 （2004年　劇団俳優座）
- 蝉しぐれ （2007年　大阪松竹座）
- 蝉しぐれ （2008年　明治座）
- 海鳴り （2008年　劇団民藝）
- 思案橋 （2011年　劇団民藝）「小ぬか雨」（『橋ものがたり』所収）、「夜の雷雨」（『神隠し』所収）、「亭主の仲間」（『時雨みち』所収）より）

### 朗読（ラジオほか）
- 『藤沢周平の世界』（山形放送）（日曜 10:05-10:30）（2017年4月2日[29]-、藤沢作品の朗読番組[30]）
- 『朗読・藤沢周平傑作選』 - （ニッポン放送ほか、2009年（平成21年）4月より1年間放送され、好評につき放送延長された、案内：児玉清）
- 『新潮CD　山田洋次が選ぶ　藤沢周平傑作選』－（新潮社、2004年10 - 11月に10作品を刊行、朗読：倍賞千恵子・奈良岡朋子・中村梅雀ほか）
- 『森繁久彌のNHK日曜名作座　藤沢周平傑作選』 - （小学館、2010年5月、CD14枚に長編4作＋短編集11作を所収）

## 関連文献

### 作家本人の身辺を主とするもの
- 遠藤展子[31] 『藤沢周平　父の周辺』（文藝春秋、2006年、文春文庫、2010年）、ISBN 4-16-777338-4
- 遠藤展子『父・藤沢周平との暮し』 （新潮社、2007年、新潮文庫、2009年）、ISBN 4-10-128681-7
- 遠藤展子『藤沢周平　遺された手帳』（文藝春秋、2017年、文春文庫、2020年）、ISBN 4-16-791568-5
- 小菅繁治『兄 藤沢周平』（毎日新聞社、2001年）。末弟の回想
- 粕谷昭二『藤沢周平の礎　小菅留治』（東北出版企画、2008年）。故郷の関係者による人間像

### 作家論・作品論を主とするもの
- 向井敏 『海坂藩の侍たち　藤沢周平と時代小説』（文藝春秋、1994年、文春文庫、1998年）
- 蒲生芳郎 『藤沢周平 「海坂藩」の原郷』（小学館文庫、2002年）
- 高橋敏夫 『藤沢周平 負を生きる物語』（集英社新書、2002年）
- 高橋敏夫 『藤沢周平という生き方』（PHP新書、2007年）、上記の続編[32]
- 松本健一 『藤沢周平が愛した静謐な日本』（朝日新聞社、2007年10月、朝日文庫、2010年11月）、ISBN 4-02-264571-7
- 別冊宝島編集部編『藤沢周平の本　全65冊完全案内』（宝島社文庫、2005年）、ISBN 4-7966-4868-2
- 『藤沢周平のツボ』（朝日文庫、2007年12月）、ISBN 4-02-264425-7
　関川夏央、杉本章子、立松和平、重松清、山本一力ほか全22名による作品案内。
- 『藤沢周平「人はどう生きるか」』（遠藤崇寿・遠藤展子[33]監修、悟空出版、2018年12月／実業之日本社文庫、2022年12月）、ISBN 4-408-55778-1
- 湯川豊 『海坂藩に吹く風　藤沢周平を読む』（文藝春秋、2021年）、ISBN 4-16-391478-1
- 後藤正治 『文品　藤沢周平への旅』（中央公論新社、2025年3月）、ISBN 4-12-005904-9
- 『文豪ナビ 藤沢周平』（新潮文庫、2022年）、ISBN 4-10-124700-5。作品ガイド
- 佐藤賢一・山本一力ほか『藤沢周平－心の風景』（新潮社 とんぼの本、2005年9月） ISBN 4-10-602136-6。図版ガイド

### 要素の複合したもの
- 文藝春秋編 『藤沢周平の世界』（文春文庫[34]、1997年4月）、ISBN 4-16-721763-5
- 文藝春秋編 『藤沢周平のすべて』（文春文庫[35]、2001年2月）、ISBN 4-16-721775-9
- オール読物責任編集 『藤沢周平のこころ』（文藝春秋<没後二十年・文春ムック>、2016年12月／文春文庫（改訂版）、2018年10月） ISBN 4-582-94501-5[36]
- 『別冊太陽　藤沢周平－人間の哀歓と過ぎし世のぬくもりを描いた小説家』（平凡社、2006年10月）、図版案内
- 山形新聞社編 『藤沢周平と庄内　海坂藩を訪ねる旅』[37]（ダイヤモンド社、1997年）
- 山形新聞社編 『続 藤沢周平と庄内　海坂藩の人と風』（ダイヤモンド社、1999年）
- 山形新聞社編 『没後十年　藤沢周平読本』（荒蝦夷（仙台市）、2008年）。※ 「山形新聞」連載企画を書籍化
高橋義夫、中村明、蒲生芳郎、井上史雄、井上ひさし、佐伯一麦、佐藤賢一、杉村隆、酒井賀世、奥島孝康、仲川秀樹、中村敦夫等が寄稿。
- 笹沢信 『藤沢周平伝』[38]（白水社、2013年9月） ISBN 4-560-08319-3
- 「歴史読本」編集部編 『藤沢周平を読む』[39]（新人物往来社、2010年9月）、ISBN 4-404-03912-3
- 『藤沢周平全集 別巻　人とその世界』[40]（文藝春秋、2002年8月）、ISBN 4-16-364460-1
- 幸津國生『貢献人という人間像　東日本大震災の記録・藤沢周平の作品世界を顧みて』 花伝社 2013年
- 福沢一郎『武士道好まず、農の人－藤沢周平』 砂子屋書房 2021年
- 鯨井佑士『藤沢周平の読書遍歴』 朝日出版社 2019年